# Michael Githae
Michael Mugo Githae (26 agosto 1994) è un maratoneta keniota.

## Biografia
Nel 2021 ha vinto la Maratona di Fukuoka.
Nel 2022 ha vinto una medaglia di bronzo nella maratona ai Giochi del Commonwealth.

## Palmarès
| Anno | Manifestazione          | Sede       | Evento   | Risultato | Prestazione | Note |
| ---- | ----------------------- | ---------- | -------- | --------- | ----------- | ---- |
| 2022 | Giochi del Commonwealth | Birmingham | Maratona | Bronzo    | 2h13'16"    |      |

## Altre competizioni internazionali
2016
- 13º alla Maratona di Fukuoka ( Fukuoka) - 2h12'59"
- 10º alla Mezza maratona di Valencia ( Valencia) - 1h02'28"

2017
- 8º alla Maratona di Fukuoka ( Fukuoka) - 2h10'46"

2019
- 5º alla Maratona di Fukuoka ( Fukuoka) - 2h10'59"

2020
- 4º alla Maratona di Fukuoka ( Fukuoka) - 2h08'17"
- 28º alla Maratona del lago Biwa ( Ōtsu) - 2h15'00"

2021
- Oro alla Maratona di Fukuoka ( Fukuoka) - 2h07'51"

2022
- 10º alla Maratona di Tokyo ( Tokyo) - 2h07'55"
- Bronzo alla Maratona di Fukuoka ( Fukuoka) - 2h07'28"

2023
- Oro alla Maratona di Fukuoka ( Fukuoka) - 2h07'08"

2024
- 30º alla Maratona di Tokyo ( Tokyo) - 2h12'03"